# Francisco de Assis Dantas de Lucena
Dom Francisco de Assis Dantas de Lucena (Jardim do Seridó, 19 de outubro de 1963) é um bispo católico brasileiro, atual bispo de Nazaré.

## Biografia
Graduou-se em Filosofia e Teologia no Seminário Arquidiocesano de São José, Rio de Janeiro, e Licenciatura Plena em Letras pela Universidade Federal do Rio Grande do Norte, onde também especializou-se em Linguística e Ensino da Língua Materna. Também cursou Direito Canônico no Instituto Superior de Direito Canônico no Rio de Janeiro e Atualização para Formadores de Seminários no Athenaeum Pontificium Regina Apostolorum em Roma. Lucena foi ordenado padre em Caicó, RN, em 21 de julho de 1991, através de Dom Heitor de Araújo Sales, então bispo da Diocese de Caicó.
Pe. Lucena atuou como administrador paroquial e vigário paroquial na Diocese de Caicó, além de ter sido também reitor do Seminário Diocesano Santo Cura D´Ars, ecônomo da Diocese, presidente do Departamento Diocesano de Ação Social, entre outras funções.
Ao ser nomeado bispo, Padre Lucena era Professor de Direito Canônico na Faculdade de Teologia Cardeal Eugênio de Araújo Sales, Membro do Colégio dos Consultores, Membro do Conselho Presbiteral, Assistente Espiritual das Religiosas de Caicó, Pároco da Paróquia de São Francisco de Assis e Juiz Auditor da Câmara Eclesiástica da Diocese de Caicó.
Foi nomeado Bispo da Diocese de Guarabira em 28 de maio de 2008. Sua ordenação episcopal se deu em 17 de agosto de 2008, através do arcebispo Heitor de Araújo Sales, tendo como co-consagrantes Dom Jaime Vieira Rocha, bispo da Diocese de Campina Grande, e Dom Manoel Delson Pedreira da Cruz, bispo da Diocese de Caicó. Foi instalado em 31 de agosto de 2008.
Entre suas atividades episcopais, Dom Francisco de Assis Lucena foi: Bispo Referencial para as Campanhas do Regional NE2; Moderador do Tribunal Regional e de Apelação de Olinda e Recife-PE (2010-2015); Secretário do Regional NE2; Membro efetivo da Comissão Episcopal dos Tribunais Eclesiásticos de Segunda Instância da CNBB; e Bispo Referencial de Cáritas Regional (2012-2014).
No dia 9 de maio de 2011 foi eleito durante a 49ª Assembleia do Episcopado Brasileiro em Aparecida do Norte entre os bispos dos estados de Alagoas, Paraíba, Pernambuco e Rio Grande do Norte, secretário geral do Regional Nordeste-2 da CNBB, para o mandato 2011-2015, e foi reeleito em 2015, com mandato até 2019.
Nomeado para a Diocese de Nazaré em 13 de julho de 2016, sua acolhida e posse se deu em 18 de setembro de 2016, na Catedral Nossa Senhora da Conceição em Nazaré da Mata.